# Lagaroceras nigra
Lagaroceras nigra är en tvåvingeart som beskrevs av Yang 1995. Lagaroceras nigra ingår i släktet Lagaroceras och familjen fritflugor.
Artens utbredningsområde är Yunnan (Kina). Inga underarter finns listade i Catalogue of Life.